# Mesoclemmys raniceps
Mesoclemmys raniceps es una especie de tortuga pleurodira de la familia Chelidae. Originalmente fue incluida dentro del género Hydraspis.

## Distribución geográfica
Se encuentra en el sureste de Colombia (Amazonas, Caquetá, Guainía, Putumayo y Vaupés), sur de Venezuela (Amazonas), este de Perú (Loreto, Madre de Dios, Pasco y Ucayali), norte de Bolivia, noroeste de Brasil (Roraima, Amazonas, Pará, Mato Grosso, Rondonia y Acre) y noreste de Ecuador.

## Taxonomía
La especie Mesoclemmys heliostemma fue descrita por McCord, Joseph-Ouni & Lamar (2001) basándose en ejemplares Venezuela, Ecuador, y Perú, aunque reportándose también su existencia en el oeste de Brasil. Estos presentaban una coloración amarilla anaranjado brillante que forma una "corona en forma de herradura" que va desde la punta de la nariz hasta el ojo y termina dorsal al tímpano en cualquier lado, aunque existen ejemplares completamente helenísticos. En ambas fases de color mencionadas se muestran una coloración pálida tanto en la mandíbula superior e inferior, siendo más pálida en los especímenes con bandas en la cabeza.
Si bien McCord, Joseph-Ouni & Lamar (2001) mencionan las semejanzas entre Mesoclemmys heliostemma y M. raniceps, también se distingue que la primera poseen un patrón de cabeza y coloración diferentes, un techo parietal más ancho, un arco parietoescamosal más sustancial, un escudo intergular más angosto que los gulares, una concha más plana y 11° par de escudos marginales iguales o más anchos que el 12°. Sin embargo, un trabajo posterior publicado por Cunha et al. (2019) observo ejemplares con las coloraciones reportadas para Mesoclemmys heliostemma en ejemplares juveniles nacidos de una nidada de M. raniceps, por lo que se propuso que los ejemplares identificados como M. heliostemma en realidad representan una variación de M. raniceps. Este cambio taxonómico fue reafirmado en 2021 por el Tortoise and Freshwater Turtle Specialist Group de la UICN/SSC en la 9na Edición de su publicación Turtles of the World: Annotated Checklist and Atlas of Taxonomy, Synonymy, Distribution, and Conservation Status.